# Pals in Paradise

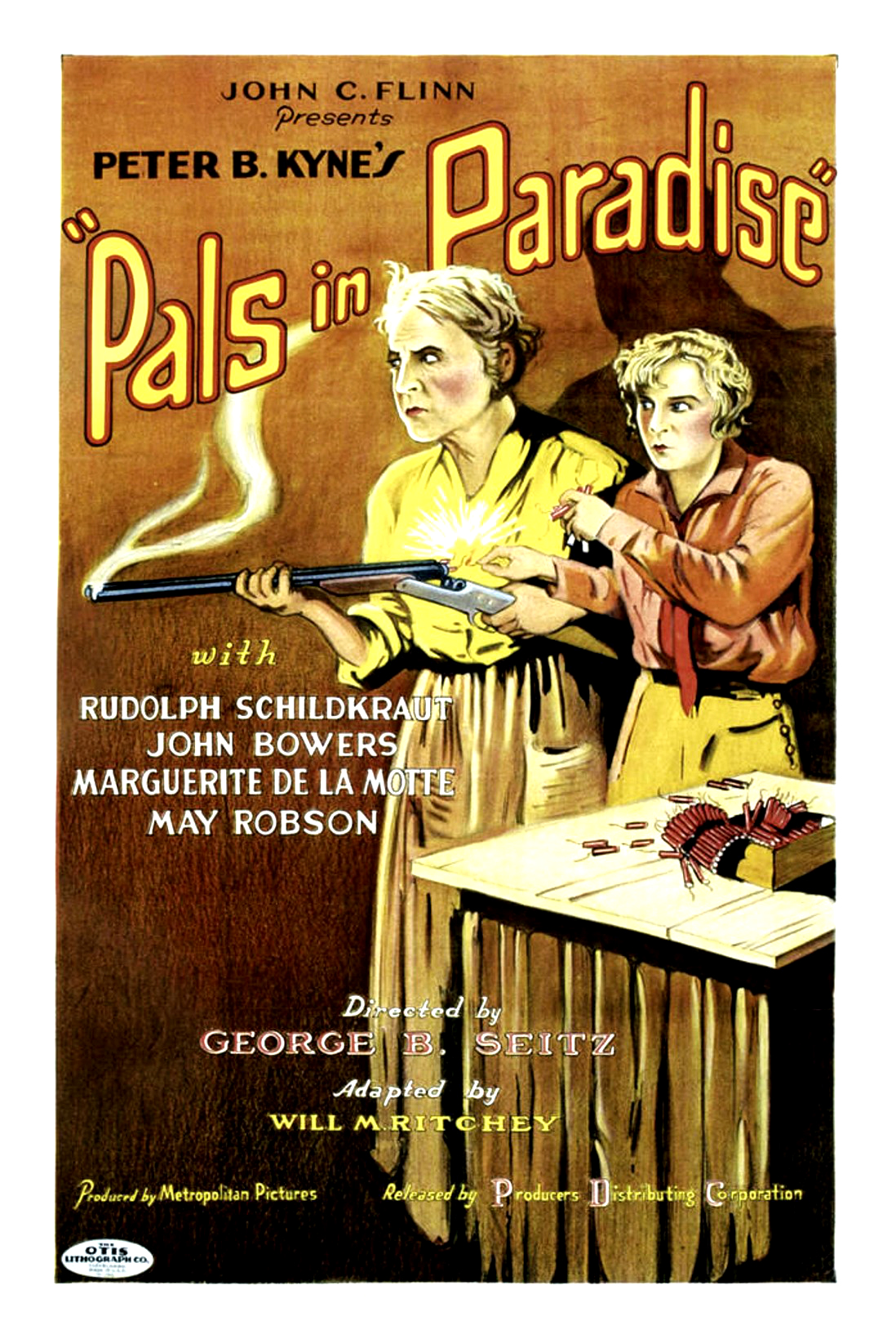
Affiche du film.

Pals in Paradise est un western américain réalisé par George B. Seitz et sorti en 1926. Le film a été tourné en Europe.

## Synopsis
Bill Harvey découvre une mine abandonnée et trouve la tombe du propriétaire, dont les droits sur la mine ont expiré. Bill s'installe et appelle l'endroit « Paradise ». Abie et Esther arrivent avec leur équipement pour ouvrir un magasin général. Abie et Bill deviennent rapidement amis. Esther est la patronne du magasin. Elle devient une fervente partisane de Jerry Howard, qui arrive pour récupérer la concession de son père sur l'ancienne mine. Bill refuse de l'abandonner, alors Jerry et Esther prennent parti contre Bill et Abie. Un trio d'escrocs arrive et prévoit de voler l'or de Bill. Ils échouent, et Jerry et Bill se marient, tandis qu'Ester et Abie se réconcilient.

## Fiche technique
- Réalisation : George B. Seitz
- Scénario : Peter B. Kyne
- Producteur : 	John C. Flinn
- Photographie : Georges Benoît
- Distributeur : Producers Distributing Corporation (PDC)
- Genre : Western, comédie
- Durée : 70 minutes
- Date de sortie : 22 novembre 1926

## Distribution

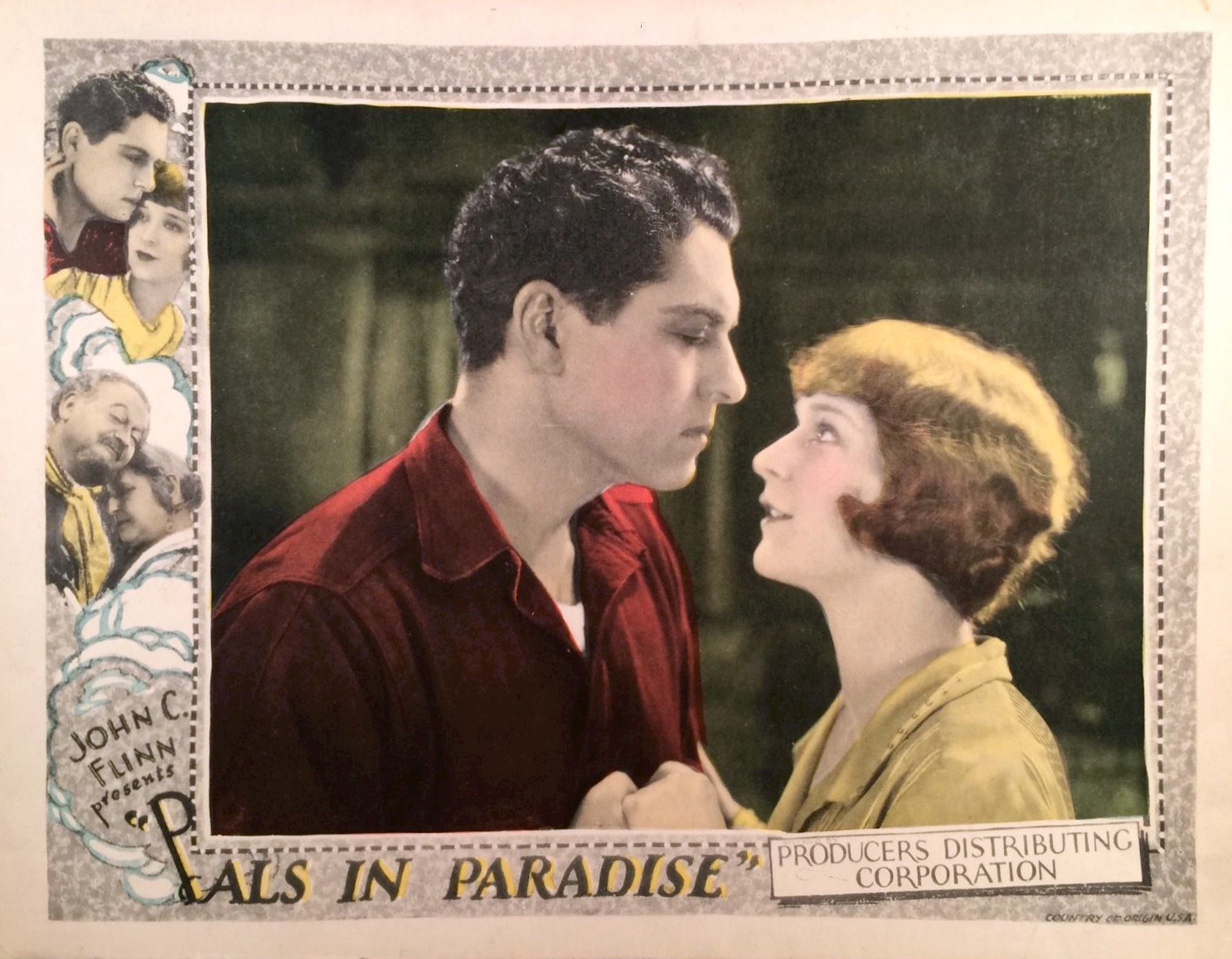
Carte promotionnelle du film.

- Rudolph Schildkraut : Abraham Lezinsky
- John Bowers : Bill Harvey
- Marguerite De La Motte : Geraldine 'Jerry' Howard
- May Robson : Esther Lezinsky
- Alan Brooks : John Kenton
- Ernie Adams : Butterfly Kid
- Bruce Gordon : Gentleman Phil